# Guadalupe (França)
Guadalupe (en francès i oficialment Guadeloupe, en crioll Gwadloup) és una illa o un conjunt de dues illes (Grande-Terre i Basse-Terre) separades només per un petit estret, i un arxipèlag que forma una regió i departament d'ultramar (ROM-DOM) francès. Situat al que geogràficament s'anomenen les Petites Antilles, entre el mar Carib a l'oest i l'oceà Atlàntic a l'est, és separat de les illes de Montserrat i Antigua, al nord, pel pas de Guadalupe, i de Dominica, al sud, pel pas de Dominica. Es considera una regió ultraperifèrica de la Unió Europea.
L'arxipèlag té 1.628 km² i 400.736 habitants (segons l'estimació del 2006). La capital és Basse-Terre, a l'illa homònima, si bé la ciutat principal és Pointe-à-Pitre, a l'illa de Grande-Terre.
El nom Guadeloupe és la versió francesa de l'espanyol Guadalupe, ja que Colom, quan hi va arribar el 14 de novembre del 1493, va anomenar l'illa Santa María de Guadalupe de Extremadura, en honor del monestir homònim extremeny.

## Geografia

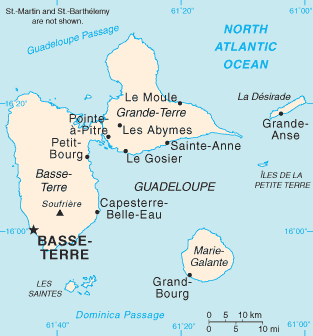
Mapa de Guadalupe

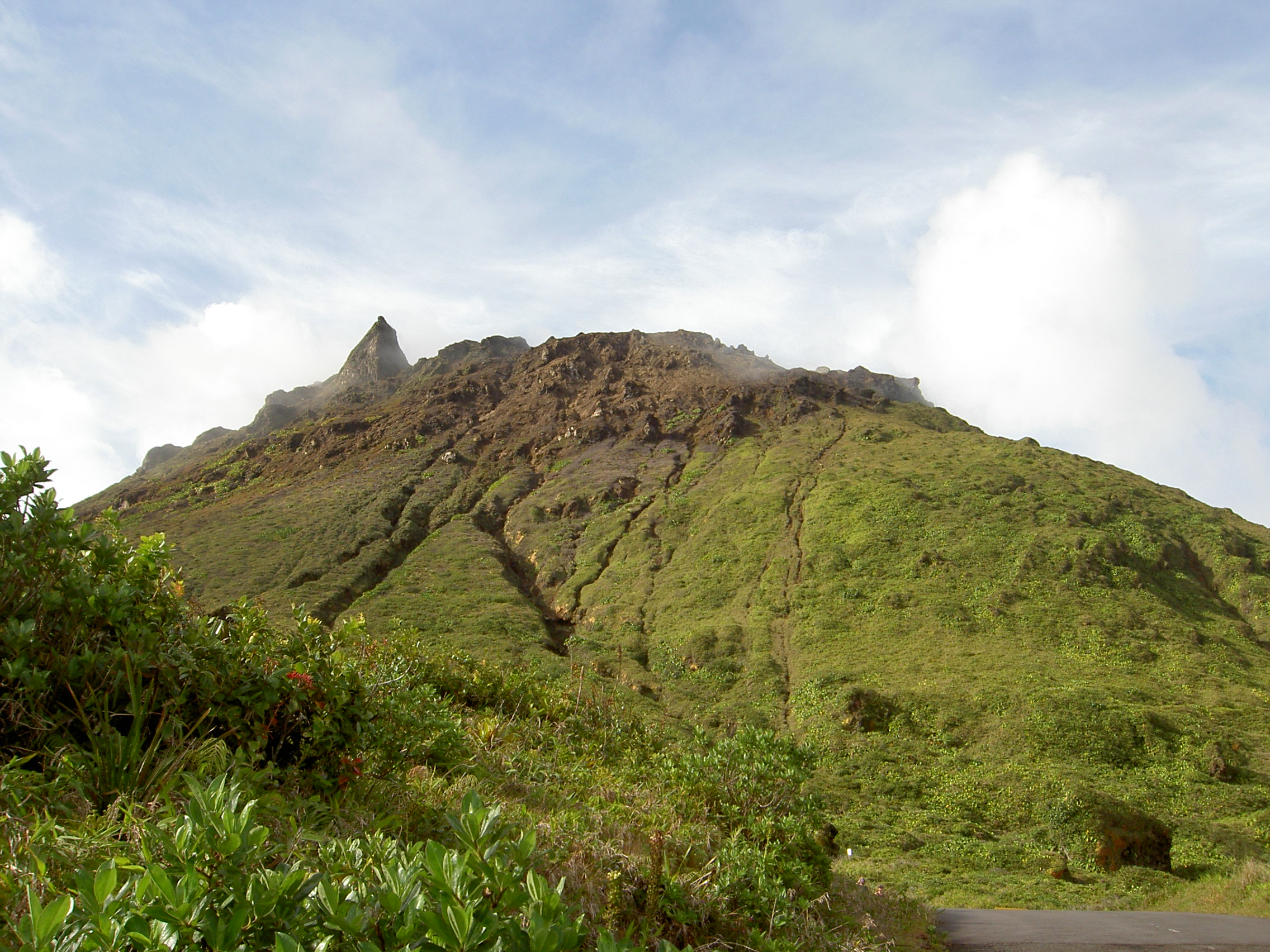
La Soufrière

L'illa de Guadalupe la formen dues parts, Basse-Terre i Grande-Terre, separades per un estret canal anomenat la Rivière Salée, és a dir, "el riu salat", que dona a l'illa una forma de papallona. Basse-Terre, que de fet és la més alta, té un relleu abrupte i volcànic, amb un volcà actiu, la Soufrière. En canvi, Grande-Terre, que és la més petita, presenta turons arrodonits (dits "mornes") i planes extenses. L'arxipèlag de Guadeloupe inclou les illes adjacents de La Désirade, Les Saintes i Marie-Galante.
Més cap al nord, Saint-Barthélemy i la part francesa de l'illa de Sant Martí van ser incloses també en el departament de Guadalupe, però el 7 de desembre del 2003 aquests dos territoris van decidir per referèndum d'esdevenir una col·lectivitat d'ultramar, estatut que es va adoptar oficialment el 22 de febrer del 2007.

## Història
Cristòfol Colom, quan hi va arribar el 14 de novembre del 1493, va anomenar el lloc l'illa de Santa María de Guadalupe de Extremadura, en honor del monestir homònim extremeny. Fou ocupada en 1635 en nom de França per la Compagnie des Îles de l'Amérique.

## Govern
L'arxipèlag forma una "col·lectivitat territorial d'ultramar". Un prefecte nomenat per París és l'alta representació estatal i un Consell Regional de 41 membres escollits per sufragi universal nomena un cap de govern que deté el poder executiu. Tenen competències en educació primària i secundària, govern local, comerç, desenvolupament i audiovisuals, però no en defensa ni en política monetària. Es divideix en dos districtes:
- Districte de Basse-Terre, que comprèn 17 cantons i 18 municipis
- Districte de Pointe-à-Pitre, que comprèn 23 cantons i 14 municipis

Envia dos diputats i dos senadors a l'Assemblea Nacional Francesa.

## Partits polítics
Hi ha alguns partits polítics de caràcter independentista:
- Union Populaire pour la Liberation de Guadeloupe (UPLG)